# Зельдович Яків Борисович
Яків Борисович Зельдович (8 березня 1914, Мінськ — 2 грудня 1987, Москва) — радянський фізик, фізико-хімік та астрофізик, з 1946 — член-кореспондент АН СРСР, академік АН СРСР (20 червня 1958).

## Життєпис
Народився 8 березня 1914 в Мінську. З середини 1914 по серпень 1941 жив у Петрограді (потім Ленінград), до літа 1943 в Казані, з 1943 у Москві. З осені 1930 по травень 1931 навчався на курсах і працював лаборантом Інституту механічної обробки корисних копалин. У травні 1931 був зарахований лаборантом в Інститут хімічної фізики АН СРСР (ІХФ), з яким був пов'язаний до кінця життя. Почавши роботу в ІХФ без вищої освіти, займався самоосвітою за допомогою та під керівництвом співробітників інституту. З 1932 по 1934 навчався на заочному відділенні фізико-математичного факультету ЛДУ, який не закінчив; пізніше відвідував лекції фізико-механічного факультету Ленінградського політехнічного інституту. У 1934 був прийнятий в аспірантуру ІХФ, в 1936 захистив кандидатську, а в 1939 докторську дисертацію. З 1938 завідував лабораторією в ІХФ. Наприкінці серпня 1941 інститут був евакуйований у Казань. У 1943 разом з лабораторією був переведений до Москви. З 1946 по 1948 завідував теоретичним відділом ІХФ і водночас був професором Московського інженерно-фізичного інституту.
З лютого 1948 по жовтень 1965 займався оборонною тематикою, працюючи над створенням атомної і водневої бомб, у зв'язку з чим був нагороджений Ленінською премією і тричі отримав — звання Героя Соціалістичної Праці СРСР. З 1965 по січень 1983 завідував відділом Інституту прикладної математики АН СРСР. З 1965 професор фізичного факультету МДУ, завідувач відділу релятивістської астрофізики Державного астрономічного інституту ім. П. К. Штернберга (ГАІШ МДУ). З 1983 завідувач відділу Інституту фізичних проблем АН СРСР, консультант дирекції Інституту космічних досліджень АН СРСР. З 1977 керівник Наукової ради з горіння АН СРСР. У 1946 був обраний членом-кореспондентом АН СРСР, а в 1958 академіком. Нагороджений золотою медаллю ім. І. В. Курчатова за передбачення властивостей ультрахолодних нейтронів і їхнє виявлення і дослідження (1977).
Теоретичною астрофізикою і космологією займався з початку 1960-х років. Став одним із творців релятивістської астрофізики — нової галузі науки, в якій загальна теорія відносності застосовується до астрофізичних об'єктів. Розробив теорію будови надмасивних зірок і теорію компактних зоряних систем; ці теорії можуть бути застосовані для опису процесів в ядрах галактик і квазарів. Вперше описав повну якісну картину останніх етапів еволюції звичайних зірок різної маси, досліджував, за яких умов зоря має або перетворитися на нейтронну зірку, або через гравітаційний колапс перетворитися на чорну діру. Детально вивчив властивості чорних дір і процеси, що протікають в їхніх околицях. Зазначив на можливість виявлення цих об'єктів як джерел рентгенівського випромінювання в тісних подвійних системах. У 1962 показав, що не тільки масивна зірка, але й мала маса може колапсувати при досить великій щільності; в 1970 прийшов до висновку, що чорна діра, яка обертається, здатна спонтанно випромінювати електромагнітні хвилі. Ці результати Зельдовича підготували відкриття С. В. Гокінгом явища квантового випаровування чорних дір.
У роботах Зельдовича з космології основне місце займала проблема утворення великомасштабної структури Всесвіту. Вчений досліджував початкові стадії розширення Всесвіту. Разом зі співробітниками побудував теорію взаємодії гарячої плазми розширюваного Всесвіту і випромінювання, створив теорію зростання збурень у «гарячого» Всесвіту в ході космологічного розширення, розглянув деякі проблеми, пов'язані з виникненням галактик в результаті гравітаційної нестійкості цих збуджень; показав, що утворення високої щільності, які виникають і, ймовірно, є протоскупченнями галактик, мають пласку форму. Низка передбачених Зельдовичем ефектів одержали експериментальне підтвердження. В останні роки були відкриті велетенські порожні області у Всесвіті, оточені згущенням галактик, та виявлено зниження яскравісної температури реліктового радіовипромінювання в напрямках на скупчення галактик з гарячим міжгалактичним газом (ефект Зельдовича — Сюняєва).
Зельдович працював також над проблемою походження магнітних полів зірок та галактик в рамках «теорії динамо». В останні роки життя розробляв «повну» космологічну теорію, яка включала б народження Всесвіту. Створив школу релятивістської теоретичної астрофізики.
Член понад десяти іноземних академій наук і наукових товариств, перший президент Комісії «Космологія» Міжнародного астрономічного союзу (1970—1973). Тричі Герой Соціалістичної Праці (1949, 1953, 1957), лауреат Ленінської премії (1957) та чотирьох Сталінських премій (1943, 1949, 1951, 1953), нагороджений медаллю К. Брюс Тихоокеанського астрономічного товариства (1983), Золотою медаллю Лондонського королівського астрономічного товариства (1984).
Помер Зельдович в Москві 2 грудня 1987.

## Вшанування пам'яті
На його честь названо астероїд.